# Área de Proteção Ambiental Tejupá
A Área de Proteção Ambiental Corumbataí, Botucatu e Tejupá é uma unidade de conservação localizada no estado de São Paulo, teve seu decreto de criação feito em 1983 - O Perímetro Tejupá abrange 10 municípios está situada entre as Mesorregiões de Assis e Itapetinga (SP), nos entornos dessa APA ainda existem diversas outras Unidades de Conservação, o acesso a esse perímetro conta com as Rodovias 270 Rodovia Raposo Tavares e SP - 374 Castelo Branco e possui uma área de aproximadamente 142.516,5200
Criada em 1983, através do Decreto Estadual n.º 20.960, a Área de Proteção Ambiental Corumbataí, Botucatu e Tejupá foi criada com o propósito de proteger elementos naturais, como as Cuestas Basálticas, Morros Testemunhos das feições geomorfológicas locais, exemplares significativos da flora e fauna regional, o Aquífero Guarani e o Patrimônio Cultural da região (SIMA, 2022).

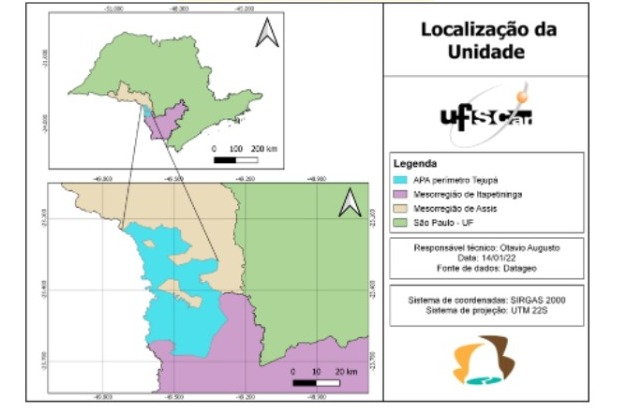
Mapa 2: Mapa da localização da Unidade, 2022.

## Gestão da Unidade de Conservação (UC)
No Plano de Manejo de uma UC o seu programa chave é o de Gestão Organizacional, pois é ele que possui como objetivo fornecer ferramentas que auxiliem para o funcionamento da unidade de conservação como um todo, ou seja, tanto na organização, como no controle dos processos administrativos, financeiro e de recursos humanos, os quais buscam estratégias para que seja possível implementar o Plano de Manejo, e também ajudam a estabelecer e monitorar a infraestrutura e divulgação da unidade. O Programa de Gestão é consequência de vários processos de análises estratégicas da APA, o mesmo auxilia como um instrumento e ferramenta para a viabilização das diretrizes e de ações de planejamento que são essenciais (FUNDAÇÃO FLORESTAL, 2011).
Segundo a legislação brasileira, uma APA é estabelecida tanto em áreas de domínio público como de domínio privado, podendo ser pela União, Estados ou municípios. Seus usos e atividades são determinados por regras específicas, sendo que em áreas públicas estabelecidas pelo órgão gestor, e em áreas privadas pelo proprietário de acordo com as exigências legais (BRASÍLIA AMBIENTAL, 2020). Com isso, diferente das Unidades de Conservação de Proteção Integral, em uma Área de Proteção Ambiental o usufruto e controle dos imóveis pode ser tanto público como particular (FUNDAÇÃO FLORESTAL, 2011).

## Diagnóstico Ambiental e Planos de Manejo em UCs
Segundo a Lei nº 9.985/2000 (SNUC), plano de manejo é descrito como:
“Um documento técnico que considerando os objetivos gerais de cada específica unidade de conservação busca estabelecer o seu zoneamento e também determinar as normas que devem conduzir o uso das áreas do local e o manejo de seus recursos naturais, incluindo a realização das estruturas físicas que podem ser necessárias para a gestão da unidade”.
Com base nisso, um plano de manejo de uma unidade de conservação é indispensável para que seja possível orientar a maneira em que uma UC pode ser implementada, visando a realização dos objetivos impostos diante de sua criação. Por fim, o plano de manejo também possibilita unir e coordenar diversos níveis e tipos de informações da unidade de conservação, como por exemplos planos e decisões para a melhora e manutenção da mesma, a partir de uma análise e de um entendimento comum da UC, tal coisa que é considerada de muita importância (ICMBIO, 2018).

## Uso e ocupação do solo na APA Tejupá
Analisando os dados obtidos sobre o uso e cobertura do solo da área de estudo, cuja área total aproximada é de 142.516,5200 hectares, foi possível observar variados usos e ocupações do solo da APA Tejupá através de uma análise multitemporal de 4 anos distintos: 1990, 2000, 2010 e 2020. Os resultados numéricos acerca da área em porcentagem de cada classe de uso e ocupação analisada estão apresentados nas tabelas 3 e 4.
Tabela 3: Área em porcentagem de cada tema mapeado.
| Classes                           | Áreas da classe (%) | Áreas da classe (%) | Áreas da classe (%) | Áreas da classe (%) |
| Classes                           | 1990                | 2000                | 2010                | 2020                |
| Formação Florestal                | 16,79               | 14,74               | 15,86               | 16,93               |
| Silvicultura                      | 0,26                | 0,47                | 1,43                | 3,09                |
| Campo Alagado e Área Pantanosa    | 0,52                | 0,51                | 0,52                | 0,54                |
| Pastagem                          | 44,56               | 43,82               | 33,55               | 27,68               |
| Cana                              | 0,0025              | 0,03                | 1,43                | 0,47                |
| Mosaico de Agricultura e Pastagem | 21,92               | 25,46               | 31,1                | 26,19               |
| Área Urbanizada                   | 0,015               | 0,017               | 0,017               | 0,017               |
| Outras Áreas Não Vegetadas        | 0,032               | 0,029               | 0,021               | 0,057               |
| Mineração                         | 0,0039              | 0,0036              | 0,0048              | 0,0024              |
| Soja                              | 0                   | 0,13                | 1,55                | 10,64               |
| Rio, Lago e Oceano                | 10,92               | 10,19               | 10,38               | 9,97                |
| Outras Lavouras Temporárias       | 4,5                 | 3,81                | 2,82                | 2,02                |
| Café                              | 0,47                | 0,79                | 1,33                | 1,81                |
| Outras Lavouras Perenes           | 0                   | 0,0022              | 0,0016              | 0,58                |

A partir das análises de todos os dados obtidos, vemos que apesar da formação florestal da APA ter permanecido constante em números, culturas agrícolas em consórcio ou não com pastagem cresceram bastante. Em resumo, no último ano analisado as classes predominantes foram pastagem, mosaico de agricultura e pastagem, formação florestal, soja e recursos hídricos. Atividades como a silvicultura e mineração merecem maior atenção pelo potencial de crescimento que essas atividades possuem.
No caso da APA – perímetro Tejupá, há duas grandes lacunas que são justamente as áreas urbanas dos municípios de Fartura, Taguaí e Timburi. Essas lacunas são áreas que não fazem parte do perímetro Tejupá, mesmo englobando nascentes de rios e ribeirões dessa região. Um dos atributos ambientais que não foi levado em conta na criação da APA foi justamente as áreas urbanas de todos os municípios que a compõem.

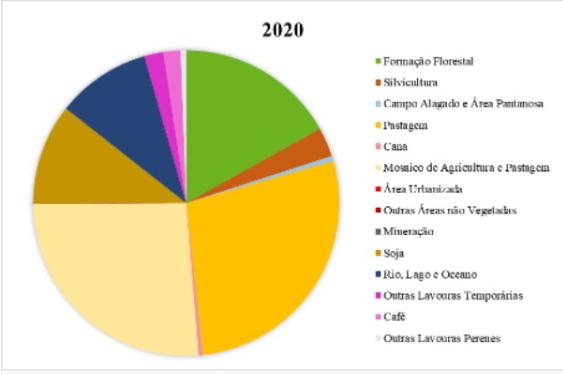
Gráfico 4: Área ocupada por cada classe dentro da APA – Perímetro Tejupá no ano de 2020.

## Agricultura e pecuária
No perímetro Tejupá da APA Corumbataí-Botucatu-Tejupá, ao observar os mapas, é evidente que as Áreas de Preservação Permanentes (APPs), em sua maioria, estão sendo ocupadas por culturas agrícolas, pastagem, ou mosaicos de agricultura e pastagem, observação esta que foi confirmada em um estudo recente escrito por Reissler e Manzione em 2016 sobre o uso e ocupação do solo na APA Tejupá. Ainda de acordo com este trabalho, as áreas de pastagem são as que mais prevalecem adentrando em APPs da região. Estas práticas, que não estão de acordo com as legislações vigentes, comprometem os recursos hídricos de diversas maneiras, aumentando os processos erosivos e comprometendo a qualidade da água, podendo também reduzir a quantidade de armazenamento de água na região, como pode ser observado no gráfico 2.  
Um relatório escrito pelo CHB ALPA (Comitê da Bacia Hidrográfica do Alto Paranapanema) em 2021, utilizando como ano base o ano de 2020, indica que, entre os principais municípios da Bacia com maior risco crítico de erosão, estão Taguaí, Barão de Antonina, Fartura e Coronel Macedo, sendo que todos esses abrangem uma área da APA Tejupá.
Outra observação relevante feita por Reissler e Manzione em 2016 é de que, na região em que a APA está inserida, foram identificados pontos de descartes inadequados de embalagens de agroquímicos nos arredores dos corpos d'água e, como consequência, encontram-se alguns recursos hídricos com alterações na cor da água e indícios de eutrofização. Pelo mesmo motivo, é necessário que haja novos estudos para entender como esta prática pode estar comprometendo a saúde da fauna aquática local.

## Silvicultura
Segundo dados do IBGE, o Estado de São Paulo possui uma área de produção para silvicultura de aproximadamente 1.205.046 ha, sendo destinado 980.167 ha para o Eucalipto; 220.612 ha para Pinus e 4.267 ha para outras espécies (IBGE, 2020). Na tabela 3 é possível observar que essa atividade apresentou crescimento significativo nos anos analisados, demonstrando que a área onde a APA Tejupá está localizada possui grande potencial de crescimento para essa atividade. Segundo o mapa 4, de Silvicultura e Mineração abaixo, as espécies que possuem maior ocorrência dentro dessa classe na área da APA são: Eucalipto e Pínus.

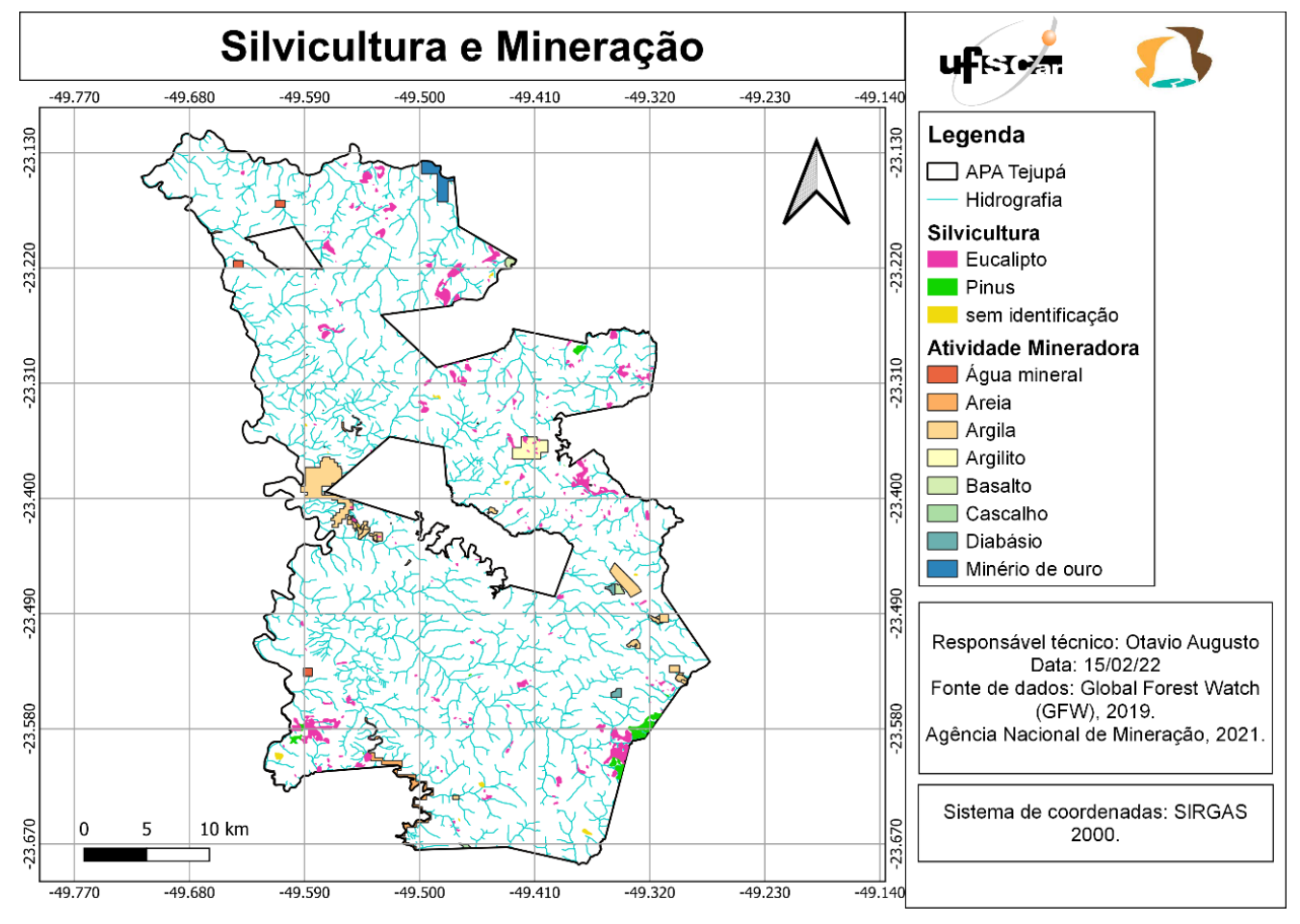

## Mineração
Segundo o mapa da produção mineral de São Paulo, na área onde se encontra a APA existe nos municípios de Fartura, duas extrações com RLi- Licenciamento de Areia, Cascalho, Saibro, Arenito e Associados e de Granito, Basalto, Diabásio, Gnaisse, Charnoquito, Migmatito e Associados. Em Piraju, uma extração com RLi- Licenciamento de Argila e Associados, Argilito, Folhelho, Folhelho Argiloso. E por último, em Taguaí uma extração com RCL concessão de lavras de Calcário, Dolomito, Calcita, Mármore e Associados (SECRETARIA DE ENERGIA E MINERAÇÃO, 2016). A região onde a APA está inserida não apresenta grande registro de atividade dessa classe, analisando a tabela 3 é notável que além de não possuir grandes áreas ocupadas por mineração, ainda nos anos de 1990 a 2020 é observado queda na porcentagem de áreas ocupadas por essa classe. Por fim, de acordo com o mapa 4, de Silvicultura e Mineração acima, as demandas de minério existentes dentro da área da APA são: Areia; Argila; Argilito; Basalto; Cascalho; Diabásio; Minério de ouro e Água Mineral.